# Elissa Down

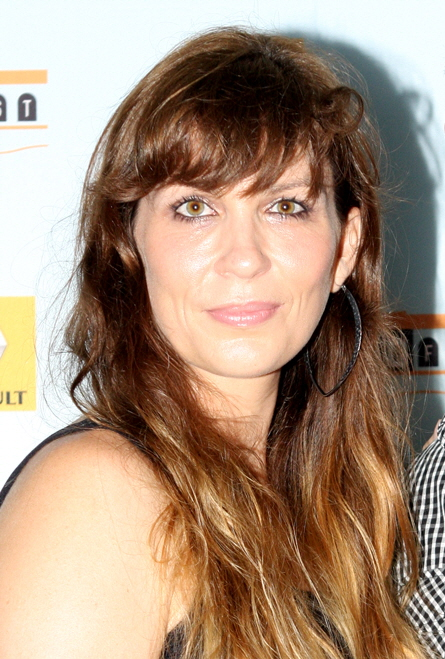
Elissa Down (2013)

Elissa Down (* 2. Juli 1975 in Camden, New South Wales) ist eine australische Filmregisseurin und Drehbuchautorin.

## Leben
Elissa Down absolvierte ein Kunststudium an der Curtin-Universität in Perth. 2000 stellte sie mit Samantha Stewart, Aged 14 ihren ersten Kurzfilm vor. Bis 2004 folgten sechs weitere Kurzfilme, zu denen sie auch teilweise das Drehbuch schrieb.
2008 gab sie ihr Spielfilmdebüt mit dem Film The Black Balloon. Der Film erlebte seine Welturaufführung auf der Berlinale 2008 als Eröffnungsfilm der Sektion Generation Plus14. The Black Balloon handelt von einem 16-jährigen Jungen, der in einer Familie heranwächst, deren Leben geprägt ist von der Fürsorge für seinen älteren autistischen Bruder. Der Film beruht auf den eigenen Lebenserfahrungen von Elissa Down, die mit zwei autistischen Brüdern aufgewachsen ist. Elissa Down wurde für diesen Film mit dem Gläsernen Bären auf der Berlinale ausgezeichnet. Der Film wurde außerdem vom Australian Film Institute als bester australischer Film des Jahres 2008 ausgewählt.

## Filmografie (Auswahl)
- 2000: Samantha Stewart, Aged 14 (Kurzfilm, auch Drehbuch)
- 2001: Pink Pyjamas (Kurzfilm, auch Drehbuch)
- 2003: The Bathers (Kurzfilm, auch Drehbuch)
- 2004: Summer Angst (Kurzfilm, auch Drehbuch)
- 2008: The Black Balloon (auch Drehbuch)
- 2017: Confess (Fernsehserie, 7 Episoden, auch Drehbuch)
- 2018: The Honor List
- 2020: Feel the Beat